# Conte (Jura)
Conte é uma comuna francesa na região administrativa de Borgonha-Franco-Condado, no departamento de Jura. Estende-se por uma área de 3,32 km². Em 2010 a comuna tinha 54 habitantes (densidade: 16,3 hab./km²).